# Tmetolophota lissoxyla
Tmetolophota lissoxyla är en fjärilsart som först beskrevs av Edward Meyrick 1911b.  Tmetolophota lissoxyla ingår i släktet Tmetolophota och familjen nattflyn. Inga underarter finns listade i Catalogue of Life.